# Vantage Point
Vantage Point (Brasil: Ponto de Vista / Portugal: Ponto de Mira) é um filme de ação e suspense político estadunidense de 2008 dirigido por Pete Travis; foi adaptado a partir de um roteiro escrito por Barry L. Levy. A história centra-se em uma tentativa de assassinato contra o presidente dos Estados Unidos, como visto de vários pontos de vista de diferentes personagens. Dennis Quaid, Matthew Fox, Forest Whitaker, William Hurt e Sigourney Weaver nos papéis principais. O filme é muitas vezes comparado, desfavoravelmente, ao filme Rashomon de Akira Kurosawa, que também empregou uma forma de contar histórias através de múltiplas perspectivas. Rashomon usava as múltiplas perspectivas para questionar a possibilidade da verdade, em um processo chamado de efeito Rashomon; em contraste, Vantage Point narra uma série de eventos que são re-editadas a partir de várias perspectivas e pontos de vista diferentes, a fim de revelar um relato fiel do que aconteceu. Vantage Point também explora sequestro, assassinato e terrorismo.
O filme foi co-produzido pela Relativity Media, Original Film, e Art In Motion. Foi comercialmente distribuído pela Columbia Pictures nos cinemas, e pela Sony Pictures Home Entertainment, em formato de home vídeo. O projeto do filme começou com a filmagem principal na Cidade do México em 18 de junho de 2006. Produtores executivos do filme incluído Callum Greene, Tania Landau e Lynwood Spinks. Em 26 de fevereiro de 2008, a Original Motion Picture Soundtrack foi lançado pela gravadora Varèse Sarabande. A trilha sonora foi composta pelo músico Atli Örvarsson.
Após a sua estreia em 22 de fevereiro de 2008, Vantage Point arrecadou $72,266,306 em receitas de bilhetes domésticos. O filme foi exibido em 3,163 cinemas durante o seu maior lançamento em todo o país, nos Estados Unidos. Ele ganhou um adicional de $78,895,185 no negócio através da liberação internacional para cobrir para fora em um combinado de $151,161,491 em receita bruta. O filme foi tecnicamente considerado um forte sucesso financeiro devido aos seus custos de $40 milhões de orçamento. Precedendo a sua execução no cinema, porém, o filme foi recebido com geralmente com revisões mistas a críticas negativas. As edições em DVD widescreen e Blu-ray Disc em alta definição do filme com comentários e entrevistas com o elenco e a equipe de áudio do diretor, foram ambos lançados nos Estados Unidos em 8 de julho de 2008.

## Sinopse
O enredo se baseia na tentativa de assassinato do presidente dos EUA observada por oito estranhos. O filme apresenta uma série de eventos reencenados de diferentes perspectivas, cada uma acrescentando novos detalhes à narrativa. O ultimo ponto de vista completa a história, revelando o que realmente aconteceu no incidente e quem estava envolvido na conspiração.

## Ponto de Vista e o Telejornalismo
O foco desta análise é a relação entre a construção narrativa do filme Ponto de Vista e a construção narrativa do telejornalismo, baseada na pluralidade de vozes e imagens, partindo de diversas óticas para que o espectador construa sua versão dos fatos. Cada um dos pontos de vista utilizados no filme pode ser relacionado a algum dos diversos tipos de vozes e sujeitos enunciadores que constroem a narrativa jornalística na televisão.

### Repórter, editor e câmera do jornal
O filme se inicia com a cobertura jornalística do evento, a primeira narradora é um dos protagonistas na construção do jornalismo: uma repórter. No caso específico da televisão o enunciador tem um corpo físico e um nome, tornando-o mais humano e mais próximo do espectador à medida que ele é influenciado pelos acontecimentos que o circundam. No caso retratado, a correspondente fica chocada e entra em pânico diante das câmeras, deixando transparecer sua humanidade no momento do ataque inesperado.

### Cinegrafista amador
Com a evolução tecnológica as câmeras portáteis têm adquirido uma qualidade cada vez maior, e pessoas comuns são capazes de gravar acontecimentos importantes e terem suas filmagens contribuindo na montagem de matérias jornalísticas, especialmente em fenômenos naturais e situações que não podem ser previstas e que, portanto, a mídia formal não consegue cobrir. No filme, um turista, enquanto registrava sua visita a Espanha, flagra movimentos suspeitos que contribuem para a investigação do atentado.

### Fonte oficial
É a perspectiva do governo ou de empresa ou de um especialista utilizada para dar um tom de autoridade ao jornal, mas sempre com cautela para não ter aspecto de assessoria de imprensa e propaganda. No filme, a visão da trama pela ótica do presidente pode ser encaixada nesta categoria, pois revela informações privilegiadas do plano de ação oficial, como usar um duble para o chefe do Estado e os conflitos políticos por trás desta decisão.

### Depoimento dos diretamente envolvidos
No longa vemos os fatos da perspectiva de várias pessoas que estão envolvidas na conspiração contra o presidente dos Estados Unidos ou na solução do caso. No jornalismo também são utilizados relados diretos sobre acontecimentos, muitas vezes as fontes são sigilosas e alguns recursos são empregados para protegê-las.

### Narrador onisciente
A diferença entre o longa e o telejornal se dá no desfecho e interpretação. O primeiro apresenta uma versão final definitiva do evento, explicando claramente toda a conspiração, com uma interpretação única. O fluxo televisual é uma colagem das diferentes versões de um fato, portanto não cria um discurso unitário e lógico e permite ao espectador certa autonomia interpretativa.
Por fim. A história relatada no filme é desvendada. O próprio presidente seria o principal alvo da sua ilusão de ótica. Mas não esperava que o agente, designado para protegê-lo, Kent Taylor (Matthew Fox) seria o causador de planejar sua morte.

## Elenco
- Dennis Quaid como Agente Thomas Barnes
- William Hurt coom Presidente Ashton
- Matthew Fox como Agente Kent Taylor
- Forest Whitaker como Howard Lewis
- Sigourney Weaver como Rex Brooks
- Édgar Ramírez como Javier
- Ayelet Zurer como Veronica
- Eduardo Noriega como Enrique
- Richard T. Jones como Agente Holden
- Bruce McGill como Phil McCullough
- Saïd Taghmaoui como Sam/Suarez
- Zoe Saldana como Angie Jones
- Holt McCallany como Agente Ron Matthews
- Leonardo Nam como Kevin Cross
- James LeGros como Ted Heinkin
- Alicia Zapien como Anna

## Produção

### Filmagens
No roteiro original, Rex Brooks era um homem e Howard Lewis tinha excesso de peso e era do Leste Europeu. No Plotting an Assassination, bônus no DVD do filme, o diretor Pete Travis explicou ele sentiu que havia tão poucas personagens femininas fortes do filme, que ele decidiu lançar Sigourney Weaver como a produtora GNN. Quando Forest Whitaker manifestou interesse em participar do projeto, Travis saudou a oportunidade de trabalhar com ele por americanizar o personagem de Howard.
Originalmente programado para um lançamento de 2007 pela Sony, o filme começou a fotografia principal em 18 de junho de 2006, em Cidade do México. Locais incluiu a Casa de los Azulejos, com algumas gravações exteriores em Cuernavaca e Puebla. Diretor Travis discutiu as dificuldades que o elenco e a equipe enfrentaram a cada dia, enquanto tentavam filmar durante o auge da temporada de chuvas do México. Ele creditou o diretor de fotografia Amir Mokri e a equipe de iluminação para fazer com que pareça que o segmento de vinte minutos retratado no filme se desenrolava sob um céu claro e sol, quando na verdade ele freqüentemente estava nublado e garoa durante as filmagens.
Os produtores negociaram com o Salamanca Film Commision que todas as cenas de Vantage Point fossem rodadas na cidade, mas tiveram que desistir da ideia por não obterem autorização para fechar a praça da prefeitura durante 3 meses. Com isso estas cenas foram transferidas para as cidades mexicanas de Cuernavaca e Puebla, com apenas as tomadas aéreas sendo feitas na verdadeira Salamanca. Devido a esta mudança de planos, foi construída uma réplica da Plaza Major de Salamanca no México, sendo apenas um pouco menor e mais simples que a original.
Durante as filmagens, a equipe trabalhou com decorado veterano do Exército dos EUA Ron Blecker, a fim de ajudar os atores principais se preparar para interpretarem agentes do Serviço Secreto. Descrevendo sua experiência, Quaid comentou: "Nós estávamos lá por duas semanas antes de começarmos a filmar. Nós treinamos como equipe, como uma unidade do Serviço Secreto, desses caras. O presidente nunca vai em qualquer lugar que não é coreografado com antecedência. Isso é o que faríamos". Um dos elementos difíceis da filmagem foram as cenas de perseguição de carro. Quaid admitiu, "Exceto para as reais colisões de 40 milhas por hora" Ele fez a maioria das sequências de condução de si mesmo. Na dinâmica do enredo, Quaid menciona: "Quando eu li o roteiro, que é a única vez que eu chego a ser um membro da audiência. É a primeira vez que eu experimentei algo. Ele realmente leu tão bem que eu senti se poderiam apenas colocar esta na tela, ele estava indo para o trabalho. Pete não só isso, mas ele realmente elevou, bem como, da mesma forma que ele grava-lo". Em relação às várias performances do mesmo evento, Quaid explicou: "Eu só joguei da mesma forma o tempo todo." Ele acrescentou: "porque é a partir de uma outra pessoa no ponto-de-vista, em seguida, o público tem uma percepção diferente - mesmo que eu estou fazendo a mesma coisa que você começa a ver deste 15 minutos, depois da próxima vez que você tira dessa mesma 15 minutos, você pode pegar um ângulo diferente daquele personagem que você não podia ver antes ... o que o personagem estava pensando. você vê-los ir ao virar da esquina e que realmente aconteceu, a partir do que eles disseram. É o que é interessante e que é tão emocionante sobre este filme".
Ator Matthew Fox explicou como a série de eventos, filmado várias vezes, apresentou suas dificuldades: "Assim, numa base técnica, o filme pode ser um processo muito tedioso", mas acrescentou: "quando você entra em uma situação onde você está vai dizer os mesmos acontecimentos através de oito perspectivas diferentes, torna-se como oito vezes tedioso. Você está fazendo essas sequências mais e mais e mais uma vez". Trabalhando com o diretor, Fox sentiu: "Essa foi a coisa verdadeira diversão para Pete Travis e eu para fazer juntos. Eu amei trabalhar com ele e ele é diretor de um verdadeiro ator em que ele chega bem ali com você. Ele está pensando sobre o personagem do ponto de vista do personagem". Fox acreditava que seu treinamento para a sua parte foi fundamental para alcançar o efeito desejado. Ele comentou: "Foi sempre muito importante [Travis] que retire a logística de que estávamos fazendo como agentes do Serviço Secreto e como toda essa equipe, que os elementos reais físicas do mesmo, onde as armas são realizadas, como as coisas de voz são usados, a estrutura de entrar e sair dos carros, que era preciso. tivemos consultores". Elogiando seus co-atores, Fox os viu como sendo de inspiração: "Dennis Quaid, Forest Whitaker, William Hurt ... Quer dizer, eu era apenas muito feliz por estar trabalhando no mesmo filme como todos os três como um grande fã. Eu respeito o seu trabalho muito". Fox resumiu sua experiência no filme exclamando: "Este filme e o conceito de perspectiva é algo que a ideia de que um evento pode ser percebido de forma diferente por duas pessoas diferentes, dependendo de onde eles estão de pé, que eles são e como eles quer percebê-lo, se eles têm uma agenda para percebê-lo de uma certa maneira, é algo que eu penso sobre o tempo todo na minha vida, no meu próprio micromundo individual em relacionamentos que eu tenho".

### Trilha sonora
A trilha sonora original para o filme Vantage Point foi lançado pela gravadora Varèse Sarabande em 26 de fevereiro de 2008. A trilha sonora para o filme foi orquestrada por Atli Örvarsson e mixado por Alan Meyerson. Dina Eaton editou a música do filme.
| Vantage Point: Original Motion Picture Soundtrack |                         |         |  |
| N.º                                               | Título                  | Duração |  |
| 1.                                                | "Main Title"            | 2:42    |  |
| 2.                                                | "Motorcade"             | 1:36    |  |
| 3.                                                | "Enrique and Veronica"  | 2:54    |  |
| 4.                                                | "Run Enrique Run"       | 2:33    |  |
| 5.                                                | "Lewis and Anna"        | 1:19    |  |
| 6.                                                | "President and Decoy"   | 1:38    |  |
| 7.                                                | "The Chase Begins"      | 2:51    |  |
| 8.                                                | "Serendipity"           | 4:39    |  |
| 9.                                                | "Epilogue"              | 1:54    |  |
| 10.                                               | "Tightening Circle"     | 3:18    |  |
| 11.                                               | "Clockwork"             | 5:08    |  |
| 12.                                               | "The President Is Safe" | 1:15    |  |
| 13.                                               | "Explosion Aftermath"   | 3:38    |  |
| 14.                                               | "Suarez' Plan"          | 3:58    |  |
| 15.                                               | "End Title"             | 2:02    |  |
| Duração total:                                    | Duração total:          | 41:30   |  |

## Lançamento

### Executação no cinema
O filme teve sua estreia mundial na Espanha em 28 de fevereiro de 2008. No dia seguinte, em 29 de fevereiro, ele estreou na Itália, Suécia e Suíça. Outros mercados europeus, em Portugal e Croácia teve a estreia do filme em 3 de abril Entrou em versão no cinema em geral nos EUA, Canadá e México em 22 de fevereiro de alguns mercados asiáticos e do Pacífico; Austrália e Nova Zelândia viu a estreia do filme no dia 13 de março, enquanto na Malásia foi exibido no dia seguinte, em 14 de março. No Brasil foi lançado em 14 de março e em Portugal a 20 de março.

## Recepção

### Resposta da crítica
Entre os críticos tradicionais nos EUA, o filme recebeu críticas mistas. Rotten Tomatoes deu ao filme uma pontuação de 35% com base em opiniões de 154 críticos, com uma pontuação média de 5,0 dos 10.... No Metacritic, que atribui uma média ponderada de 100 a opiniões dos críticos, o filme recebeu uma pontuação de 40 com base em 32 comentários.

### Bilheteria
O filme estreou nos cinemas em 22 de fevereiro de 2008, em grande lançamento em todo os EUA. Durante sua semana de estreia, o filme estreou em 1º lugar na bilheteria com $22,874,936 no mundo dos negócios em 3,149 mostras locais. O filme The Spiderwick Chronicles ficou em segundo lugar durante esse fim de semana bilheteria $13,100,192. A receita do filme caiu 44% em sua segunda semana de lançamento, ganhando $12,819,245. Para esse fim de semana especial, o filme caiu para segundo lugar a triagem em 3,150 cinemas. O filme Semi-Pro destituído Vantage Point para abrir em primeiro lugar na bilheteria com $15,075,114 em receitas de bilheteira. Durante a sua última semana no lançamento, Vantage Point abriu em um distante 25º lugar com $234,042 em receita. O filme passou a cobrir para fora no mercado interno em $72,266,306 em vendas de ingressos totais através de uma das 9 semanas de corrida no cinema. Internacionalmente, o filme arrecadou um adicional $78,895,185 no negócio de bilheteria para um total mundial combinado de $151,161,491. Para 2008 como um todo, o filme teria cumulativamente classificar em uma posição de desempenho de bilheteria de 43.

### Prêmios
Depois de seu lançamento cinematográfico em 2008, Vantage Point ganhou o Golden Trailer Award de Melhor Suspense. Ele também recebeu uma indicação dos Taurus World Stunt Awards, em categoria de Melhor Trabalho com um Veículo em 2009.